# Уинджет, Дженнифер
Дженнифер Уинджет (англ. Jennifer Winget; род. 30 мая 1985, Горегаон) — индийская актриса

, телеведущая и фотомодель. Снимается, в основном, в телесериалах на языке хинди.

## Биография
Дженнифер Уинджет родилась 30 мая 1985 года в пригороде Мумбаи Горегаоне. Она дочь пенджабской матери и отца-христианина из Махараштры, и её часто принимают за человека неиндийского происхождения из-за западного имени.
Уинджет начала свою карьеру в возрасте 15 лет в фильме 2000 года «Принц влюбился в принцессу», а затем в возрасте 18 лет появилась в качестве актрисы второго плана в фильме «Лёд на душе». Позже она продолжала работать в различных индийских телешоу. Большой прорыв в карьере Уинджет произошёл с сериалом Karthika, где она сыграла певицу, мечтающую добиться успеха.

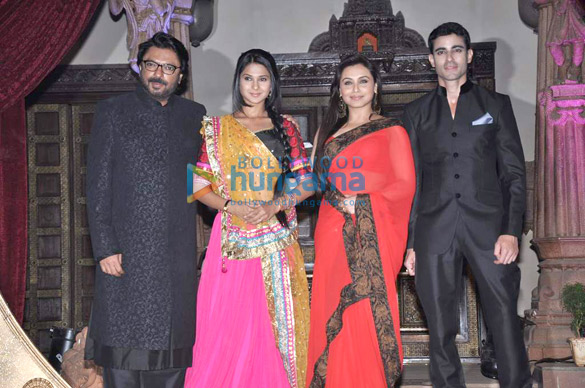
С. Л. Бхансали, Д. Уинджет, Р. Мукерджи и Гаутам Роуд рекламируют сериал «Сверкающая луна» (2013)

Позже она снялась в Kasautii Zindagii Kay, где сыграла дочь главных героев Снеху. В 2009 году она заменила Сукирти Кандпал в роли Риддхимы Гупты в сериале «Встреча сердец». В 2013 году она снялась в телешоу Санджая Лилы Бхансали «Сверкающая луна» в роли Кумуд Десаи вместе с Гаутамом Роде. За своё выступление она получила премию Индийской телевизионной академии за лучшую женскую роль.
В начале 2020-х годов, на пике её популярности, карьеру Уинджет временно приостановила эпидемия COVID-19.

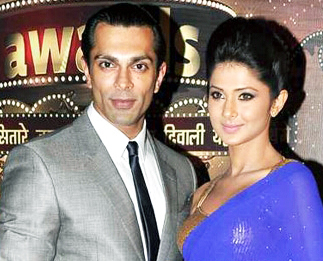
Каран Сингх Гровер и Дженнифер Уинджет в 2013

Уинджет вышла замуж за актёра Карана Сингха Гровера 9 апреля 2012 года. Но уже в ноябре 2014 года она заявила, что они с Гровером расторгли брак.
На 2022 год Уинджет — одна из самых популярных и высокооплачиваемых телевизионных актрис Индии. Она широко известна своими мощными и впечатляющими ролями и выступлениями на экране. Актриса заняла 5-е место в списке 10 лучших телевизионных актрис 2014 года по версии Rediff.com.
В списке 50 самых сексуальных азиатских женщин британской газеты Eastern Eye в 2012 году она заняла 21-е место, в 2013 году — 15-е место, а в 2018 году — 13-е . 
Уинджет была напечатана на обложке The Times of India и заняла 2-е место в рейтинге 20 самых желанных женщин телевидения как в 2017, так и в 2018 году. Она также была моделью для обложек других различных журналов.
В 2022 году Уинджет внесла свой вклад в борьбу за защиту слонов Индии, проведя три дня в качестве волонтёра в организации Wildlife SOS.